# Saint-Mihiel
 Saint-Mihiel  es una población y comuna francesa, en la región de Lorena, departamento de Mosa, en el distrito de Commercy. Es el chef-lieu y mayor población del cantón de Saint-Mihiel.

## Demografía
| 5253 | 5295 | 5572 | 5525 | 5367 | 5260 |
| Para los censos de 1962 a 1999 la población legal corresponde a la población sin duplicidades (Fuente: INSEE [Consultar]) |      |      |      |      |      |